# Jake Paltrow
Jacob Danner Paltrow (Los Angeles, Califórnia, 26 de setembro de 1975) é um diretor.

## Vida pessoal
Filho do falecido cineasta Bruce Paltrow e da atriz Blythe Danner, ele é o irmão mais novo de Gwyneth Paltrow, sobrinho de Harry Danner, primo de Hillary Danner e Katherine Moennig, cunhado de Chris Martin, e tio de "Apple Martin1" (n. 14 de maio de 2004) e "Moisés Martins" (n. 8 de abril de 2006). Ele está atualmente em um relacionamento com a fotógrafa Taryn Simon.

## Carreira
o trabalho mais conhecido de Paltrow como diretor foi dirigindo alguns episódios de NYPD Blue, tais como: Andy Appleseed (2003), Brothers Under Arms (2000) e Big Bang Theory (1999), seguindo os passos de seu pai como diretor de TV. Em 2006, ele fez sua estreia como diretor de cinema com o filme Sonhando Acordado. O filme foi lançado em 2007 no Festival Sundance de Cinema. Paltrow produziu curtas-metragens sobre os atores para o New York Times.

## Filmografia
Sonhando Acordado (2006)